# جمینی (فیلم ۲۰۰۲)
جمینی (به تامیلی: Gemini) فیلمی محصول سال ۲۰۰۲ و به کارگردانی ساران است. در این فیلم بازیگرانی همچون ویکرام، کیران راتود، کالاباوان مانی، مورالی ایفای نقش کرده‌اند.